# Glass Bowl (Spiel)
Der Glass Bowl war ein jährlich ausgetragenes Spiel im US-amerikanischen College Football. Es wurde zwischen 1946 und 1949 von der University of Toledo im Glass Bowl ausgetragen.
Toledo war in den 1940er Jahren ein Produktionszentrum für Glasobjekte. Wayne Kohn, ein Werftarbeiter in einem Toledoer Glasunternehmen empfahl den Stadtoberen einen „Glass Bowl“ einzuführen, um das Prestige der Stadt und der Industrie zu erhöhen. Die University of Toledo verkündete die Einführung eines neuen Bowl-Spieles in einer Pressekonferenz in New York City am 25. Oktober 1946.
Die Universität von Toledo betrieb die Glass-Bowl-Spiele als Teil ihres regulären Spielplanes. Das Footballteam der University of Toledo, den Toledo Rockets, ging in allen vier Saisons mit einer positiven Bilanz in den Glass Bowl. Toledo gewann die ersten drei Wettbewerbe, aber ihre perfekte Glass-Bowl-Bilanz wurde von der University of Cincinnati im vierten Spiel gebrochen.
1950 entschied die Sportabteilung der University of Toledo den Glass Bowl für eine Saison auszusetzen. Zum Zeitpunkt der Entscheidung hatte Toledo nur zwei der ersten sechs Spiele gewinnen können. 1951 wurde der Glass Bowl gänzlich eingestellt, weil keine Mannschaft sich bereit erklärt hatte daran teilzunehmen.

## Spielresultate
| Datum            | Sieger     | Sieger | Verlierer                | Verlierer |
| ---------------- | ---------- | ------ | ------------------------ | --------- |
| 7. Dezember 1946 | Toledo     | 21     | Bates College            | 12        |
| 6. Dezember 1947 | Toledo     | 20     | New Hampshire            | 14        |
| 4. Dezember 1948 | Toledo     | 27     | Oklahoma City University | 14        |
| 3. Dezember 1949 | Cincinnati | 33     | Toledo                   | 13        |